# Антониони, Микеланджело
Микела́нджело Антонио́ни (итал. Michelangelo Antonioni; 29 сентября 1912, Феррара — 30 июля 2007, Рим) — итальянский кинорежиссёр и сценарист, классик европейского авторского кино, которого называли «поэтом отчуждения и некоммуникабельности». В центре его внимания — рассмотренные под углом философии экзистенциализма проблемы современного общества: духовное омертвение, эмоциональная усталость, одиночество людей.

## Биография

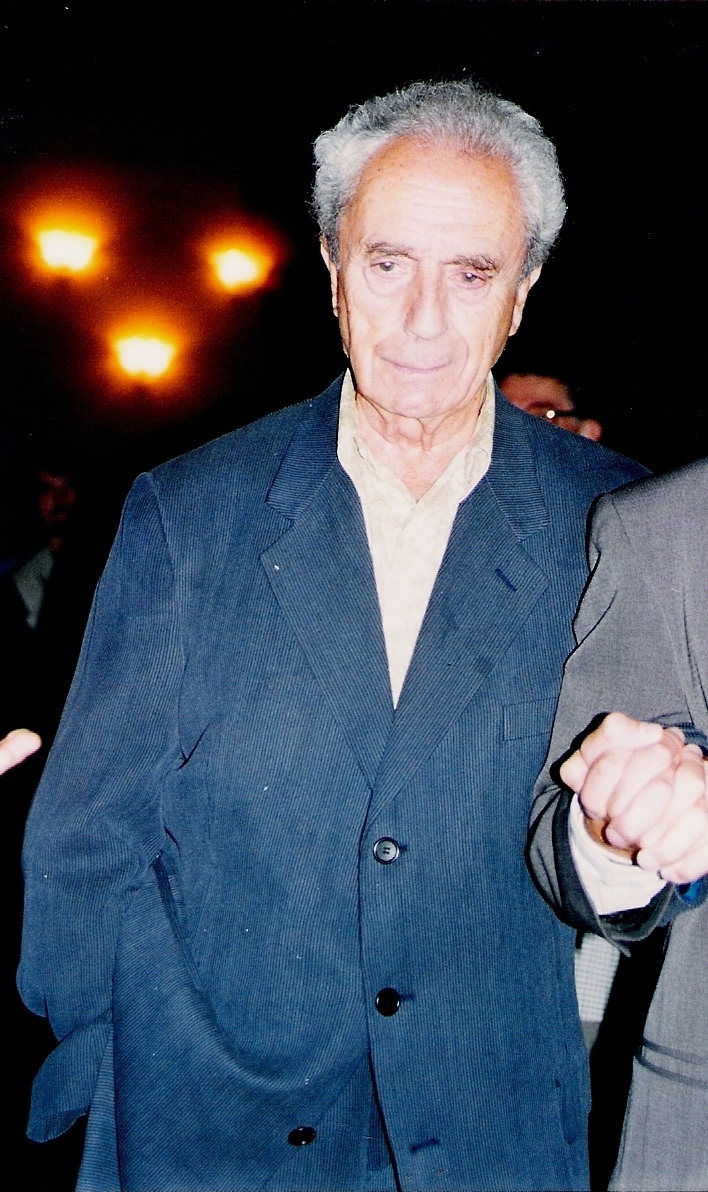

Микеланджело Антониони родился 29 сентября 1912 в Ферраре в регионе Эмилия-Романья. Окончил Высшую школу экономики и коммерции в Болонье, одновременно рисовал, а также писал критические статьи для местной газеты.
В 1939 году приехал в Рим, сотрудничал с журналами Cinema и Bianco e Nero, став одним из теоретиков неореализма, учился режиссёрскому мастерству в киношколе. В 1942 году он стажировался у француза Марселя Карне на съёмках фильма «Вечерние посетители».
Режиссёрским дебютом Антониони стала документальная картина «Люди с реки По», а первый его игровой фильм «Хроника одной любви» вышел в 1950 году. Затем он снял ещё несколько картин, принёсших ему известность на родине, — «Дама без камелий», «Подруги», «Крик».
Всемирное же признание пришло к режиссёру в начале 1960-х, после «трилогии отчуждения». Этим термином объединяют фильмы «Приключение», «Ночь», «Затмение», в которых играла муза Антониони тех лет Моника Витти. Все картины трилогии связаны стилистически и тематически: в чёрно-белых пейзажах и полупустынных интерьерах разыгрываются судьбы красивых людей (Марчелло Мастроянни, Ален Делон, Леа Массари, Жанна Моро), не способных ни сформировать долговечные отношения друг с другом, ни разобраться, в чём же состоит их предназначение в этой жизни.
Фильм «Красная пустыня» (1964), получивший главный приз Венецианского кинофестиваля, содержательно примыкает к «трилогии отчуждения». Это первый цветной фильм Антониони. К работе с цветом Антониони подошёл очень ответственно, трактуя пейзажи и интерьеры как усложнённые архитектурно-красочные фактуры, напоминающие полотна Фернана Леже. Чтобы добиться желаемого эффекта, он даже искусственно подкрашивал траву, деревья и реки.
Международный успех последних четырёх фильмов побудил Антониони принять предложение поработать для англоязычной молодёжной аудитории. Свой следующий фильм — «Фотоувеличение» — он снимал в Великобритании с англоязычными актёрами. Несмотря на отвлечённость философской проблематики, картина была воспринята публикой как заявка на детектив, имела успех в прокате и удостоилась главного приза на Каннском кинофестивале — «Золотой пальмовой ветви».
Начиная с 1970-х в работах Антониони нарастал автобиографический элемент, что  специалисты по его творчеству считали недостатком. Англоязычную трилогию продолжили ленты «Забриски-пойнт» (1970) и «Профессия: репортёр» (1975). «Забриски-пойнт» стал первым за 10 лет фильмом Антониони, который провалился в прокате и разочаровал кинокритиков, хотя впоследствии фильм стал культовым, прежде всего из-за написанной Pink Floyd звуковой дорожки. В разгар «культурной революции» Антониони посетил маоистский Китай, чтобы снять трёхчасовой документальный фильм о происходящих там событиях. Он попытался преодолеть творческий кризис, сняв Джека Николсона в единственной полнометражной художественной картине за всё десятилетие — «Профессия: репортёр». В настоящее время этот фильм считается едва ли не вершиной творчества Антониони, его последним большим высказыванием, а в своё время он прошёл почти незамеченным.
Во второй половине 1970-х годов Антониони и Гуэрра обсуждали с Госкино СССР возможность съёмок полнометражного фильма-сказки «Бумажный змей» на территории одной из советских среднеазиатских республик, скорее всего в Узбекистане. Они приезжали для выбора натуры, однако в результате проект остался неосуществлённым.
Антониони было не суждено повторить фестивальные триумфы 1960-х. В 1985 году у режиссёра случился инсульт. Мастер остался нем и частично парализован до конца жизни. Тем не менее при помощи немца Вима Вендерса ему удалось снять в 1995 году последний полнометражный фильм — «За облаками». О влиянии Антониони на своё творчество говорят, помимо Вендерса, американец Джим Джармуш, венгр Бела Тарр и российский режиссёр Сергей Соловьёв. Микеланджело Антониони скончался в возрасте 94 лет 30 июля 2007 года, в один день с другим титаном мирового кино — Ингмаром Бергманом.

## Мировосприятие Антониони
Место Антониони в истории кинематографа рядом с Аленом Рене. Эти два режиссёра заставили публику, привыкшую видеть в кино средство эскапизма, повернуться лицом к неуверенности и непредсказуемости современной жизни. Антониони озвучил едва ли не главное ощущение нашего времени — что тот мир, который мы были в состоянии понять, мир бескрайних горизонтов и возможностей, уже не существует. Он опровергает условности классического повествовательного кино. Зритель его фильмов, уходя из кинотеатра, не может быть уверен в том, что понимает значение показанных событий: что именно происходило на экране и почему.
Умберто Эко в начале 1960-х приводил «Приключение» в качестве эталона современного произведения, открытого для бесчисленных интерпретаций. Как писал Ролан Барт, Антониони балансирует на лезвии бритвы — он не навязывает зрителю смыслы, но в то же время и не отменяет их существование. В своих классических фильмах, продолжает французский философ, Антониони оставляет путь к интерпретации свободным. Он не предлагает «ключей» для однозначной расшифровки заложенных в фильме смыслов, ибо объективная истина для него не существует.
Джонатан Розенбаум, говоря о фильме «Профессия: репортёр», охарактеризовал кинематограф Антониони следующим образом: «Задача репортёра, как и режиссёра, — задавать вопросы, а не давать ответы. По отношению к так называемой объективной реальности он агностик. Это кинематограф неопределённости». Ему вторит С. В. Кудрявцев: у Антониони «отнюдь не люди виноваты в непонимании друг друга, а сама реальность непостижима, неидентифицируема». Идеолог «нового романа» Ален Роб-Грийе считал Антониони самым современным из режиссёров:

В фильме Хичкока осмысление того, что показано на экране, постоянно откладывается, но под конец фильма понимаешь всё. У Антониони как раз наоборот. Его образы ничего не скрывают. Мы видим всё чётко, но значение образов всё время ускользает от нас и по мере просмотра фильм становится всё более загадочным. Когда публика покидает кинозал, фильм остаётся открытым. Это важнейшая характеристика современного искусства.
С точки зрения школы Жака Лакана, миросозерцание Антониони строится на отторжении гуманистической идеи о человеке как о чём-то неизменном, разумном либо нравственном. Для Антониони неизменно только бессознательное, точнее совершенная непроницаемость и непознаваемость глубинных слоёв сознания. Оттого сюжет зрелых фильмов Антониони строится вокруг вакуума, пустоты, отсутствия чего-то значимого — будь то эмоциональная привязанность либо ключ к разгадке преступления. Режиссёр как-то сказал художнику Марку Ротко, что, подобно абстрактным полотнам, его фильмы «ни о чём, но с подробностями».
Про фильмы Антониони говорили, что ими восхищаешься, не любя, а отрицая их, поворачиваешься спиной к прекрасному. Самого режиссёра раздражало, когда критики восхваляли «поэтичную» образность его фильмов и ругали «полное изъянов» повествование. Его часто упрекали в аполитичности, обвинение, которое он также отвергал. В очерке «Дорогой Антониони» Ролан Барт защищает режиссёра от этих упрёков, ведь попадающие в объектив его кинокамеры предметы начинают «трепетать наперекор всем догмам»:

Как только значение застывает и навязывается, как только оно теряет свои нюансы, оно превращается в инструмент в руках властей. Выходит, делать значение более тонким, более неуловимым — это деятельность политическая, как, впрочем, и всякие усилия по подрыву, по изматыванию, по разрушению фанатизма готовых смыслов.

## Режиссёрский стиль
Я всегда отвергал традиционный музыкальный комментарий, который призван усыплять внимание зрителя. Что мне не по душе, так это идея подгонки образов к музыке, словно речь идёт об оперном либретто. Мне претит нежелание сохранять тишину, потребность заполнять мнимые пустоты.
Шесть фильмов Антониони содержат в себе элементы детектива или триллера. Как правило, намёк на остросюжетность используется режиссёром как своего рода приманка для зрителя. При сохранении некоторых жанровых атрибутов (погони и покушения в «Профессия: репортёр») его зрелые фильмы по сути выявляют пустоту такого рода жанровых оболочек.
Для Антониони актёры были всего лишь пешками в партии, или, как он однажды выразился, «движущимися пространствами». Герои его фильмов, как правило, принадлежат к верхушке среднего класса. Режиссёр объяснял предпочтение этой социальной среды тем, что, помести он героев в «пролетарские» условия, стеснённые материальные обстоятельства воспринимались бы зрителем как причина их эмоционально-психологических проблем.
Отступив в этом от принципов неореализма, Антониони строго следовал им в плане отказа от закадровой музыки как дешёвого средства манипулирования чувствами зрителя. Одним из главных достоинств фильмов Антониони американский критик Дж. Розенбаум называет приглушённость, вторичность диалогов, высокую культуру паузы. Сочетания образов и звуков у него говорят куда больше, чем слова.
Важнейшую часть содержания у Антониони несёт в себе кинематографическая форма. Содержание рассказа предопределяет своеобразие используемых им нарративных конструкций и приёмов. Монтажная техника и движения камеры доносят до зрителя основную мысль режиссёра лучше, чем само повествование.
Его восприятие пространства пластично, сродни мироощущению архитектора или скульптора. Психология его персонажей часто преломляется в архитектурных особенностях тех зданий и городов, которые они населяют. Режиссёр видит пугающее родство между современным урбанизированным пейзажем и сознанием современных людей.

## Фильмография
| - 1953 — Любовь в городе / L’amore in citta (эпизод «Попытка самоубийства» / «Tentato suicido») - 1965 — Три лица / I tre volti (эпизод «Il provino») - 1989 — 12 режиссёров о 12 городах / 12 registi per 12 città (эпизод «Рим» / «Roma») (рекламный документальный альманах, снятый специально к Чемпионату мира по футболу 1990 года в Италии) - 2004 — Эрос / Eros (эпизод «Опасная связь вещей» / «Il filo pericoloso delle cose») - 1997 — Сицилия / Sicilia | Документальные фильмы Полнометражные 1972 — Чжун Го — Китай / Chung Kuo — Cina Короткометражные 1947 — Люди с реки По / Gente del Po 1948 — Рим-Монтевидео / Roma-Montevideo 1948 — Oltre l’oblio 1948 — Служба очистки города / N.U. — Nettezza urbana 1949 — Суеверие / Superstizione 1949 — Семь канн, один костюм / Sette canne e un vestito 1949 — Девушки в белом / Ragazze in bianco 1949 — Любовное притворство / L’amorosa menzogna 1949 — Бомарцо / Bomarzo 1950 — Вилла монстров / La villa dei mostri 1950 — Канатная дорога в Фалории / La funivia del Faloria 1983 — Ritorno a Lisca Bianca (телевизионный) 1989 — Kumbha Mela 1993 — Вулканы и карнавал / Noto, Mandorli, Vulcano, Stromboli, Carnevale (совместно с Энрикой Антониони) 2004 — Взгляд Микеланджело / Lo sguardo di Michelangelo |

## Награды
Антониони стал вторым режиссёром после Анри-Жоржа Клузо, собравшим высшие конкурсные награды трёх наиболее престижных кинофестивалей мира — Каннского, Венецианского и Берлинского. В последствии повторить это достижение смогли только американец Роберт Олтмен и иранец Джафар Панахи.
- 1955: «Серебряный лев» Венецианского кинофестиваля за фильм «Подруги»
- 1960: Спецприз жюри Каннского кинофестиваля за фильм «Приключение»
- 1961: Главный приз Берлинского кинофестиваля «Золотой медведь» за фильм «Ночь»
- 1962: Спецприз жюри Каннского кинофестиваля за фильм «Затмение»
- 1964: Главный приз Венецианского кинофестиваля «Золотой лев» за фильм «Красная пустыня»
- 1967: Главный приз Каннского кинофестиваля «Золотая пальмовая ветвь» за фильм «Фотоувеличение»
- 1982: Почётная «Золотая пальмовая ветвь» за фильм «Идентификация женщины» в честь 35-летия Канского кинофестиваля
- 1983: Почётный «Золотой лев» Венецианского кинофестиваля за выдающийся вклад в искусство кино
- 1992: Кавалер Большого креста ордена «За заслуги перед Итальянской Республикой»
- 1992: Командор ордена искусств и литературы
- 1995: Почётный «Оскар» за жизненный вклад в искусство кино
- 1995: Премия ФИПРЕССИ на Венецианском кинофестивале за фильм «За облаками» (совместно с Вимом Вендерсом)
- 1996: Кавалер ордена Почётного легиона
- 1997: Золотая медаль «За вклад в развитие культуры и искусства»
- 1998: Премия Фельтринелли
- 2008: Премия имени Сергея Параджанова «За вклад в мировой кинематограф» (посмертно) на Ереванском кинофестивале «Золотой абрикос»